# Municipio de La Manzanilla de la Paz
El municipio de La Manzanilla de la Paz es uno de los ciento veinticinco municipios que conforman el estado de Jalisco (México). Se encuentra localizado en la región Sureste del estado a una altura media de 1982 m s. n. m. Su cabecera y localidad más poblada es La Manzanilla de la Paz.

## Toponimia
Según la tradición, el nombre proviene de la abundancia de árboles de tejocote denominados manzanillas o manzanas, y "de la Paz" por ser un pueblo pacífico. Anteriormente se le llamó San Miguel de las Flores.

## Historia
Antes de la llegada de los españoles, esta región estuvo habitada por los purépechas o tarascos, dependiendo del reino de Michoacán. La conquista del lugar la efectuó, en 1523, Alonso de Ávalos enviado por Hernán Cortés a la conquista de occidente.
Su fundación se remonta hacia el año de 1882, cuando los moradores de los ranchos Guadalajarita, San Miguel de las Flores y El Rincón acordaron formar una congregación que denominaron La Manzanilla, siendo reconocida como comisaría por el municipio de Tizapán el Alto. A principios del siglo había un conglomerado de casitas de teja y zacate. Con las rancherías circunvecinas, apenas si contaba con 900 habitantes. Perteneció al cantón de Sayula.
Su erección como municipio data del año de 1909, según decreto número 1307. Su primer presidente municipal fue el Irineo López. En La Manzanilla perduran vocablos de origen tarasco, como por ejemplo: mientras los campesinos del resto del estado llaman "molonco" a la mazorca de maíz que no se desarrolla bien, en La Manzanilla la denominaron "toquere", llamándose "toquera" a la mazorca; al "chiquihuite" se le conoce por "chihuite"; a la bolsa o "morral" se le dice "quimil" o "chitara".
El 1 de enero de 1969, por decreto número 8452, se le cambió el nombre por el de la Manzanilla de la Paz.

## Descripción geográfica

### Ubicación
La Manzanilla de la Paz se encuentra situado al sureste de Jalisco, sus coordenadas son de los 19°55′0″ a los 20º04’30" de latitud norte y de los 102°1′15″ a los 103º11’50" de longitud oeste; a una altitud de 2,013 metros sobre el nivel del mar.
El municipio colinda al norte con los municipios de Tuxcueca, Tizapán el Alto y el estado de Michoacán; al este con el estado de Michoacán y el municipio de Mazamitla; al sur con los municipios de Mazamitla y Concepción de Buenos Aires; al oeste con el municipio de Concepción de Buenos Aires.

### Topografía
En general su superficie está conformada por zonas planas (55%), también hay zonas semiplanas (25%) y zonas accidentadas (20%).
Suelos. El territorio está conformado por terrenos que pertenecen al período cuaternario. La composición del suelo es en su totalidad de tipo Cambisol. El municipio tiene una superficie territorial de 12,935 hectáreas, de las cuales 5,800 son utilizadas con fines agrícolas, 5,545 en la actividad pecuaria, 1,430 son de uso forestal y 160 hectáreas son suelo urbano. En lo que a la propiedad se refiere, una extensión de 10,343 hectáreas es privada y otra de 2,592 es ejidal; no existiendo propiedad comunal.

### Hidrografía
Pertenece a la cuenca Pacífico Centro; subcuenca río de La Pasión-Tepalcatepec. Los principales ríos son: río Grande y de Guadalajarita o de La Pasión. Los arroyos: El Rincón, La Peña, Las Cuevas, La Soledad, El cerrito, Los Piratas, La Esperanza, El Tule y Palo Verde. Los manantiales: La Atarjea, La Loma, Loma Alta y Sobinillas; y la presa de El Chiflón.

### Clima
El clima es semiseco, con invierno seco, y templado, sin cambio térmico invernal bien definido. La temperatura media anual es de 19°C, con máxima de 25.1 °C y mínima de -05.8 °C. El régimen de lluvias se registra entre los meses de mayo a octubre, contando con una precipitación media de 1,011.2 milímetros. El promedio anual de días con heladas es de 55.7. Los vientos dominantes son en dirección del sur.

### Flora y fauna
Su vegetación está representada por áreas boscosas al sur, en las que predominan las especies de pino y encino.
El conejo, la ardilla, el zorrillo, el venado y diversas aves pueblan el municipio.

## Demografía

### Localidades
En el censo de 2020 el municipio de La Manzanilla de la Paz contaba con 11 localidades.
| Código INEGI    | Localidad                    | Población (2020) |
| --------------- | ---------------------------- | ---------------- |
| 140570001       | La Manzanilla de la Paz      | 2 728            |
| 140570016       | Villa Morelos                | 651              |
| 140570003       | Las Cuevas                   | 269              |
| 140570014       | La Tuna                      | 153              |
| 140570024       | Prolongación Lázaro Cárdenas | 147              |
| 140570012       | Sabinilla                    | 61               |
| 140570002       | El Aguacate                  | 28               |
| 140570040       | Colonia San Rafael           | 26               |
| 140570013       | La Soledad                   | 24               |
| 140570038       | San Rafael                   | 7                |
| 140570018       | La Atarjea                   | 5                |
| Total municipal | Total municipal              | 4 099            |

## Economía

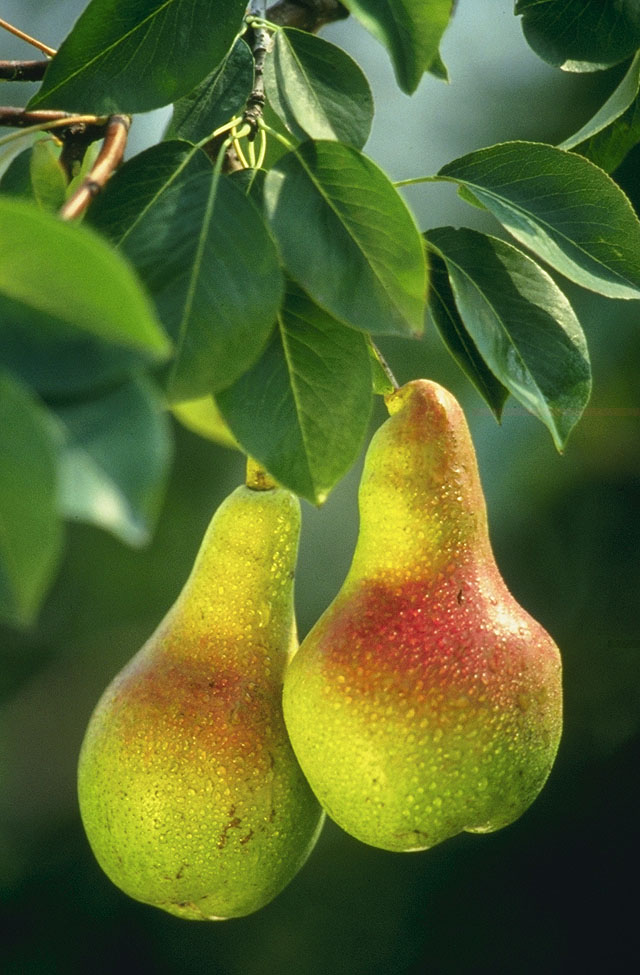
Peras.

Ganadería. Se cría ganado bovino, equino, caprino y porcino. Además de aves y colmenas.
Agricultura. Destacan el maíz, frijol, cebada, avena, durazno y pera.
Comercio. Predominan los establecimientos dedicados a la venta de productos de primera necesidad y los comercios mixtos que venden artículos diversos.
Servicios. Se ofrecen servicios técnicos, comunales, personales y de mantenimiento.
Industria. Destaca la industria manufacturera.
Minería. Cuenta con yacimientos de cal y cantera; sin explotar.
Explotación forestal. Se explota el pino y encino.
Pesca. Se captura la carpa en las presas San Rafael y Villa Morelos.

## Turismo
Arquitectura
- Plaza principal.
- Templo de San Miguel Arcángel.
- Mirador "el Cerro pelon".
- La Virgen de la Laja
- La presa "el Chiflon".
- Fiestas Taurinas.

Artesanías
- Elaboración de: servilletas, manteles, toallas, carpetas, vestidos bordados, capas, tejidos y cintos.

Parques y reservas
- Cerro La Pitaya.
- Cerro López.
- Sierra del Tigre.

Ríos y presas
- Presa El Chiflón.
- Presa Villa Morelos.
- Presa San Rafael.

## Fiestas
Fiestas civiles
- Palenque y fiestas Taurinas. Inician al término de la Semana de Pascua.
- Fundación de La Manzanilla de la Paz. 22 de octubre

Fiestas religiosas
- Fiesta en honor de San Miguel Arcángel. Del 21 al 29 de septiembre.
- Fiesta en honor de Santa Ana de Pascua. En marzo.
- Jueves y Viernes Santo.
- Fiesta en honor a la Virgen de la Laja . Del 8 al 16 de diciembre.

## Gobierno
Su forma de gobierno es democrática y depende del gobierno estatal y federal; se realizan elecciones cada 3 años, en donde se elige al presidente municipal y su gabinete. El presidente municipal es el Ingeniero Carlos Andrés López Barbosa, militante del Partido Verde Ecologista de México, el cual fue elegido durante las elecciones democráticas celebradas el 6 de junio de 2015.